# Javier Carlos Macho Lorenzo
Javier Carlos Macho Lorenzo (Irun (Guipúscoa, Euskadi), 1 d'octubre de 1965) és un polític valencià d'origen basc, diputat a les Corts Valencianes en la VIII legislatura.
Ha fet estudis de química i ha exercit com a professional autònom d'ensenyaments no reglats de ciències des del 1993 a un centre educatiu, del qual fou gerent entre 1994 i 2007. Javier Carlos Macho ha estat regidor a l'ajuntament d'Alacant (2007-2011) pel PSPV i diputat a les Corts Valencianes des de les eleccions de 2011.